# Micrixalus swamianus
Espèce
Synonymes
- Philautus swamianus Rao, 1937

Statut de conservation UICN

 DD (needs updating) : Données insuffisantes
Micrixalus swamianus est une espèce d'amphibiens de la famille des Micrixalidae.

## Répartition
Cette espèce est endémique du Karnataka en Inde. Elle a été découverte dans le district de Chikmagalur dans les Ghâts occidentaux,. Aucune population n'est actuellement connue à l'état sauvage.

## Étymologie
Cette espèce est nommée en l'honneur de L. S. Ramaswami.

## Publication originale
- Rao, 1937 : On some new forms of Batrachia from south India. Proceedings of the Indian Academy of Sciences, sér. B, vol. 6, p. 387-427.